# Anne Somené
Anne Marie Somené (* 10. August 1986 in Abidjan) ist eine ivorische Fußballspielerin. 

## Karriere

### Verein
Somene startete ihre Karriere mit Omness de Dabou, wo sie seit Mai 2006 in der Championnat  spielenden ersten Mannschaft steht. Mit ihrem Verein spielt sie gegenwärtig in der höchsten ivorischen Frauenliga, als Back-up-Torhüterin der Nationaltorhüterin Dominique Thiamale.

### Nationalmannschaft
Seit 2010 steht sie im Kader der Ivorische Fußballnationalmannschaft der Frauen und wurde am 16. Mai 2012 in den Vorläufigen Kader der Fußball-Afrikameisterschaft der Frauen 2012 in Äquatorialguinea berufen.